# ズボンズ
ズボンズ（The Zoobombs）は、日本のロックバンド。1994年結成。2013年に一時活動が終了するも、2015年に新メンバーを迎えて活動を再開した。

## 概要
1994年9月、満月の夜の東京にて結成。4本のカセットを自主制作で販売後、クアトロレーベルから3枚のアルバムをリリース。2000年東芝EMIからメジャーデビュー。Virgin/EMIに3枚のアルバム、P-Vine、Ultra Vybeにそれぞれ1枚ずつのアルバムを残し、2009年には結成15周年記念として自主レーベル"Donuts Worm"を設立。すべて新録音のベストアルバムを製作し、そこをスタートとして活動を一新する。同時にアメリカでの活動も活発になり、The Museboxと契約。2012年にはアルバム「The Sweet Passion」を日米豪でリリース。
2013年9月22日、東京・下北沢BASEMENT BARで行われたライブをもって活動を終了を宣言するも、2015年にオリジナルメンバーであったブッカビリー(Dr)の復帰に伴い活動を再開。
同年4月にはカナダツアーを行った。
2018年頃より再びバンドサウンドを一新し、これまでキーボードを担当していたマッタイラがギタリストにモデルチェンジをした。
また同年より、ドン・マツオによるアコースティック・ソロ・ライブも精力的に行われるようになり、春には「"Tweet & Shout" Tour」と題して、約一か月に及ぶツアーが開催された。

## メンバー
- ドン・マツオ（ボーカル・ギター）2006年ソロデビュー。
- マッタイラ（キーボード・ギター・ボーカル）
- ブッカビリー（ドラム）
- マッチ（ベース）　2015年サポートとして加入

元メンバー
- ムーストップ（ベース）
- アツシ（ドラム）現ZAZEN BOYS、Buffalo Daughter（サポート）
- ピロ（パーカッション）
- ポッキー（ドラム）現Nothing's Carved In Stone、FULLARMOR
- キム（ドラム）元あらかじめ決められた恋人たちへ
- ピット（ドラム）

## ディスコグラフィ

### シングル
- Mo'Funky（1998年5月21日）
- Bomb the Bomb（1998年7月18日）
- Hot Love（1999年7月16日）
- Doo-Bee（2000年8月30日）
- Funky Movin'（2001年）
- Feel Ur Sex From The Funky, Funky Music（2002年）
- Jumbo（2002年／オーストラリアのみ）
- Pisces（2005年9月21日）
- Colombie（2005年10月19日）
- zoobombscrazy ep.（2006年7月5日）
- Cowboy Trumps（2012年12月）カヴァー集

### アルバム
- SUPER FUNCY OF ズボンズ（1997年3月20日）
- Welcome Back, Zoobombs!（1997年9月20日）
- LET IT BOMB（1998年9月19日）
- Bomb Freak Express（1999年8月6日）
- Dirty Bomb（2000年10月12日）
- Bomb You Live（2000年12月13日）ライブアルバム
- Love Is Funky（2002年6月26日）
- New Sanfrancisco（2004年10月15日）
- B★B★B（2006年11月18日）
- Bear's Banquet（2007年11月24日）ライブアルバム
- Zoobombs LIVE"7（2008年1月）海外盤ライブアルバム
- Nightfriend of Zoobombs (2009年12月9日) ベストアルバム
- Midnightfriend of Zoobombs (2010年4月24日) ベストアルバム2
- AGITATION (2011年12月2日)
- The Sweet Passion (2012年6月6日)
- On The Jungle（2013年6月）
- OROMOKUMAKUS（2013年）

- Dirty Present（2015年11月）
- Ice Cream & Dirt（2016年10月）
- Wild side of the moon（2018年9月）ライブアルバム
- Pink & Green（2019年3月）ライブアルバム
- Circle Ⅸ（2019年9月）ベストアルバム3

### ドン・マツオ ソロアルバム
- オレハシナイヨ（2005年）
- NEW STONE AGE（2008年）
- Magic Mountain（2014年）
- Arcadia Blues（2015年）

### DVD
- WHY DO THEY ROCK SO HARD?（2002年7月10日）

### 参加作品
- Ricetone Circle　オムニバス盤(1996年)
- VU TRIBUTE（2000年）The Velvet Underground tribute

2. I’M WAITING FOR THE MAN
- JOYRIDE ― 矢沢永吉 スーパー・カバー・トラックス（2001年）

8. 黒く塗りつぶせ
- LONDON PUNK 1977 Tribute Album（2004年）

4. NEW ROSE (The Damned)
- A Tribute to Shonen Knife - Fork and Spoon（2006年）

6.Burning Farm
- RESPECT THE STONES（2006年）

2. Rip This Joint
- RESPECT THE STONES 2（2007年）

5. Sympathy For The Devil

## ヘビーローテーション/パワープレイ

### テレビ
| 年     | 曲名     | ヘビーローテーション/パワープレイ         |
| ------ | -------- | ----------------------------------------- |
| 1999年 | Hot Love | スペースシャワーTV 1999年7月度POWER PUSH! |

### ラジオ
| 年     | 曲名      | ラジオヘビーローテーション/パワープレイ |
| ------ | --------- | --------------------------------------- |
| 1998年 | Mo' Funky | NORTH WAVE 1998年6月度POWER PLAY        |

## ドン・マツオ プロデュース作品
- PRISMIC/YUKI（2007年）

6. Rainbow st.
- フルーツ！フルーツ！フルーツ！／ザ・フルーツ(2011年)
- vero／水中ブランコ(2014年)